# Ercheia charon
Ercheia charon là một loài bướm đêm trong họ Noctuidae.